# Translatøreksamen
Translatøreksamen er ikke en uddannelse, men en omfattende eksamen man kan indstille sig til, hvis man har sprogkundskaber på et højt niveau i dansk og et fremmedsprog, som ikke er engelsk, fransk, russisk, spansk eller tysk. 
For at blive translatør og tolk i engelsk, fransk, italiensk, russisk, spansk og tysk, skal man gennemføre en bachelor- og efterfølgende kandidatuddannelse i erhvervssprog og international kommunikation. 

## Opbygning
Translatøreksamen består af 4 grupper af prøver, som alle skal bestås i nævnte rækkefølge: 
- Egnethedsprøve
- Specialeafhandling
- Skriftlige prøver
- Mundtlige prøver.